# Blástula

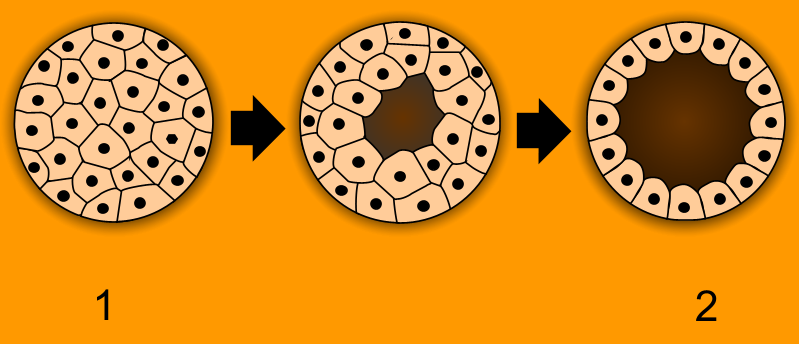
Tránsito de mórula a blástula.

La blástula  (del latín científico blastula, y este del griego βλαστός blastós 'germen' y el sufijo diminutivo latín -ŭla) es un estado temprano del desarrollo embrionario en los animales, el segundo de ellos. La mórula precede a la blástula y la blástula da lugar a la gástrula en la secuencia de desarrollo normal de cualquier animal; se considera que el organismo está en dicho estado (blástula) cuando presenta más de 64 células. La blástula temprana presenta todas las células sin aumentar el volumen inicial del blastocisto.
Antes de la blástula se ha formado la mórula y antes de la mórula el cigoto.
La formación de la blástula es el final del proceso llamado segmentación, en el que el cigoto (huevo), una vez activado, se divide por mitosis en numerosas células unidas llamadas blastómeros, dicha división se da gracias a la acción de factores de transcripción que regulan la intervención del FPM (factor promotor de la mitosis) encargado de iniciar la fase M del ciclo celular.
La ausencia de crecimiento en el volumen del cigoto responde a procesos metabólicos de la mitosis, el más importante resulta ser la ausencia en el ciclo de las fases G1 y G2 (gap), en las cuales se da aumento en el volumen de las células o crecimiento celular. Al aparecer estas dos fases al igual que otros factores de transcripción se dice que la blástula entra en la transición de blástula media, por ejemplo en Xenopus se incorporan las dos fases poco después de la segmentación 12.

## Tipos de blástulas

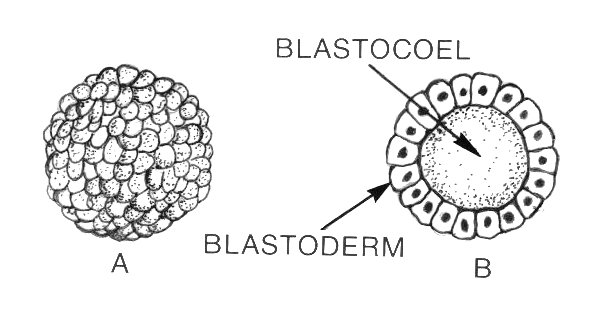
A. Blástula B. Blastocele y blastodermo.

En Embriología las blástulas han sido clasificadas en diferentes tipos, con base en el contenido y la distribución del vitelo del huevo, que a su vez se relaciona con el tipo de segmentación.

### Celoblástula
Cuando el huevo contiene poco vitelo (isolecítico), la segmentación total igual o desigual conduce a una blástula con el blastocele rodeado por una capa regular de células, conocida como 'celoblástula' que en principio tiene todos los blastómeros iguales. Pero en los huevos heterolecíticos el blastocele se desplaza hacia el polo animal, porque los blastómeros del polo vegetativo, más ricos en vitelo, son más grandes y por ese motivo la celobástula es irregular.

### Estereoblástula
A veces el blastocele es virtual ya que está ocupado por voluminosos blastómeros del polo vegetativo; se habla entonces de 'estereoblástula'. Este tipo de blástula presenta un casquete de micrómeros dispuestos sobre la masa de macrómeros.

### Discoblástula
Es el resultado de la segmentación parcial discoidal de los huevos telolecíticos de peces y reptiles. En el polo animal del huevo se forma un casquete de blastómeros que cubre el vitelo no segmentado.

### Periblástula
Los huevos centrolecíticos de los artrópodos, con su segmentación parcial superficial, originan una blástula con un blastocele virtual y los blastómeros rodeando la masa de vitelo no segmentado, conocida como 'periblástula'.

## Formación de la blástula en mamíferos (blastocisto)
Alrededor de cuatro días después de la fecundación, los embriones entran en una fase de compactación, durante la cual los blastómeros externos se comprimen entre sí dando origen a una capa superficial llamada trofoblasto, mientras que, por el proceso de cavitación, entre los blastómeros internos se acumula agua y sodio hasta formar una cavidad denominada blastocele, y un pequeño grupo de células se acumula en un extremo constituyendo la masa celular interna o embrioblasto. En el momento de la segmentación, la zona pelúcida permanece íntegra y mantiene unidas las células, pero cuando la blástula aumenta de volumen, poco a poco se rompe y, aproximadamente hacia el quinto día, desaparece.

## Técnicas de reproducción asistida
Entre ellas están la inseminación artificial, fecundación in vitro e ICSI. En los dos últimos casos, es necesario cultivar el óvulo, fecundarlo (con diferentes técnicas) e implantarlo en el útero.
Normalmente, el embrión se transfiere a la mujer cuando se encuentra en día 3 de gestación. Teniendo en cuenta que el blastocisto se corresponde con el día 5 y que de forma natural, implanta en el endometrio en día 6; existe un interés evidente por conseguir que el embrión pueda mantenerse en el laboratorio hasta el estadio de blastocisto para realizar una selección más exhaustiva.
Para ello, el principal inconveniente, es mantener el embrión en un medio adecuado y es aquí donde aparece la base práctica de utilizar células epiteliales de ratón para favorecer el correcto mantenimiento del blastocisto, obteniendo una eficacia de implantación desde un 50% hasta un 70 %, porcentajes que superan muchas expectativas.

Diagrama de un blastocisto, con su membrana (trofoblasto), su cavidad (blastocele), la masa celular interna (embrioblasto); en relación con el endometrio.

El blastocisto es una estructura embrionaria presente en las etapas tempranas del desarrollo durante el embarazo de mamíferos (embriogénesis), que ocurre unos 4 o 6 días después de la fecundación y antes de la implantación al endometrio. Está compuesta por una prominente cavidad, y entre 70-100 células, llamadas blastocitos. Las células del blastocisto son pluripotentes, es decir las células de la masa celular interna pueden convertirse en cualquier tipo de tejido, excepto la placenta. Ocasionalmente se usa el término 'blástula' como sinónimo de ectodermo.

## Desarrollo
Después de las divisiones mitóticas por las que pasa el cigoto y que originan un incremento celular, se forma una estructura redondeada compacta llamada mórula. Al poco tiempo de la formación de la mórula, las células que la constituyen —más de 12 células llamadas blastómeros— se desplazan por la aparición de un líquido que forma la cavidad del blastocisto. Desde el punto de la aparición de este espacio se comienza a hablar de blastocisto y no de mórula. Para entonces, unos 4 o 5 días después de la fecundación y todavía en la tuberosidad del oviducto, el blastocisto tiene una capa de células externas, muy delgada llamado trofoblasto, el cual nutre al blastocisto y formará la parte embrionaria de la placenta.
Un grupo de blastómeros se concentra en el centro de uno de los polos del blastocisto formando una masa de células internas que originarán al embrión y es llamado embrioblasto. Esta masa de células internas termina proyectándose hacia el centro de la cavidad del blastocisto, mientras que este llega al útero y flota en sus secreciones alrededor de 2 días. Gradualmente la zona pelúcida —alrededor del día cinco— se va degenerando hasta desaparecer en preparación para la implantación, por medio de una serie de ciclos de expansión y contracción. Este proceso es apoyado por un grupo de enzimas que disuelven la zona pelúcida del lado del polo no-embrionario. A partir de este momento se comienza a hablar de un embrión.

## Implantación
Aproximadamente dos días después de llegar el blastocisto al útero —entre seis y siete días después de la fecundación— el blastocisto se aposiciona y adhiere al epitelio endometrial del útero, por lo general en el polo más cercano a la masa celular interna. Tan pronto se fija al útero, el trofoblasto comienza rápidamente a proliferar formando, gradualmente, dos capas: el citotrofoblasto hacia adentro y el sincitiotrofoblasto del lado externo.